# Ctenomys saltarius
El tuco-tuco salteño (Ctenomys saltarius) es una especie de roedor histricomorfo de la familia Ctenomyidae endémica de Argentina y Bolivia. Está amenazada por la pérdida de hábitat. (enlace roto disponible en Internet Archive; véase el historial, la primera versión y la última).

## Fuente
- Baillie, J. 1996. Ctenomys saltarius. 2006 IUCN Lista Roja de Especies Amenazadas; consultado el 29 de julio de 2007.

- Wikispecies tiene un artículo sobre Ctenomys saltarius.

- Datos: Q1770376
- Especies: Ctenomys saltarius